# Love and Theft
"Love and Theft" (рус. «Любовь и кража») — тридцать первый студийный альбом американского автора-исполнителя Боба Дилана. Выпущен в сентябре 2001 года на лейбле Columbia Records. Альбом развивает ту линию, которую Дилан наметил в своём предыдущем альбоме Time out of Mind 1997 года и получил ещё более теплый приём, чем предшественник.
Хотя альбом чаще всего обозначают без кавычек, его правильное написание "Love and Theft". Название альбома по всей видимости
взято из названия книги Эрика Лотта Love & Theft: Blackface Minstrelsy and the American Working Class, опубликованной в 1993 году. В 2003 году альбом занял 467-ю позицию в списке «500 величайших альбомов всех времён» по версии журнала Rolling Stone, а в 2010 году журнал Newsweek поместил его на второе место в списке лучших альбомов десятилетия.

## Список композиций
Автор песен Боб Дилан:
1. «Tweedle Dee & Tweedle Dum» — 4:46
2. «Mississippi» — 5:21
3. «Summer Days» — 4:52
4. «Bye and Bye» — 3:16
5. «Lonesome Day Blues» — 6:05
6. «Floater (Too Much to Ask)» — 4:59
7. «High Water (For Charley Patton)» — 4:04
8. «Moonlight» — 3:23
9. «Honest with Me» — 5:49
10. «Po' Boy» — 3:05
11. «Cry a While» — 5:05
12. «Sugar Baby» — 6:40

Некоторые копии этого CD были выпущены в digipack, которая включала изданный ограниченным тиражом дополнительный диск, содержащий две ранее непубликовавшихся записи:
1. «I Was Young When I Left Home» (народная песня в аранжировке Дилана) [записанная в декабре 1961 года]
2. «The Times They Are A-Changin'» (Боб Дилан) [альтернативная версия, записанная в октябре 1963 года]

## Участники записи
- Боб Дилан — вокальные партии, гитара, пианино
- Ларри Кэмпбелл — гитара, банджо, мандолина, скрипка
- Чарли Секстон — гитара
- Тони Garnier — бас-гитара
- Augie Мейерс — аккордеон, Hammond B3, органы Vox
- Дэвид Кемпер — ударные
- Клей Мейерс — бонги
- Крис Шоу — Звукоинженер